# Théophile Albert Cadoux
Théophile Albert Cadoux MSC (* 18. September 1903 in Saint-Cassin, Département Savoie; † 14. November 1982 in Marseille) war ein französischer römisch-katholischer Ordensgeistlicher und Bischof von Kaolack.

## Leben
Théophile Albert Cadoux trat der Ordensgemeinschaft der Herz-Jesu-Missionare bei und empfing am 21. Januar 1929 das Sakrament der Priesterweihe. Papst Pius XII. bestellte ihn am 29. März 1957 zum ersten Apostolischen Präfekten von Kaolack.
Am 6. Juli 1965 wurde Théophile Albert Cadoux infolge der Erhebung der Apostolischen Präfektur Kaolack zum Bistum erster Bischof von Kaolack. Der Erzbischof von Bourges, Joseph-Charles Kardinal Lefèbvre, spendete ihm am 29. August desselben Jahres in der Basilika Notre-Dame du Sacré-Cœur in Issoudun die Bischofsweihe; Mitkonsekratoren waren der Erzbischof von Chambéry, Louis de Bazelaire, und der Erzbischof von Dakar, Hyacinthe Thiandoum.
Cadoux nahm an der zweiten, dritten und vierten Sitzungsperiode des Zweiten Vatikanischen Konzils teil. Am 1. Juli 1974 nahm Papst Paul VI. das von Théophile Albert Cadoux vorgebrachte Rücktrittsgesuch an.